# Benzaiten

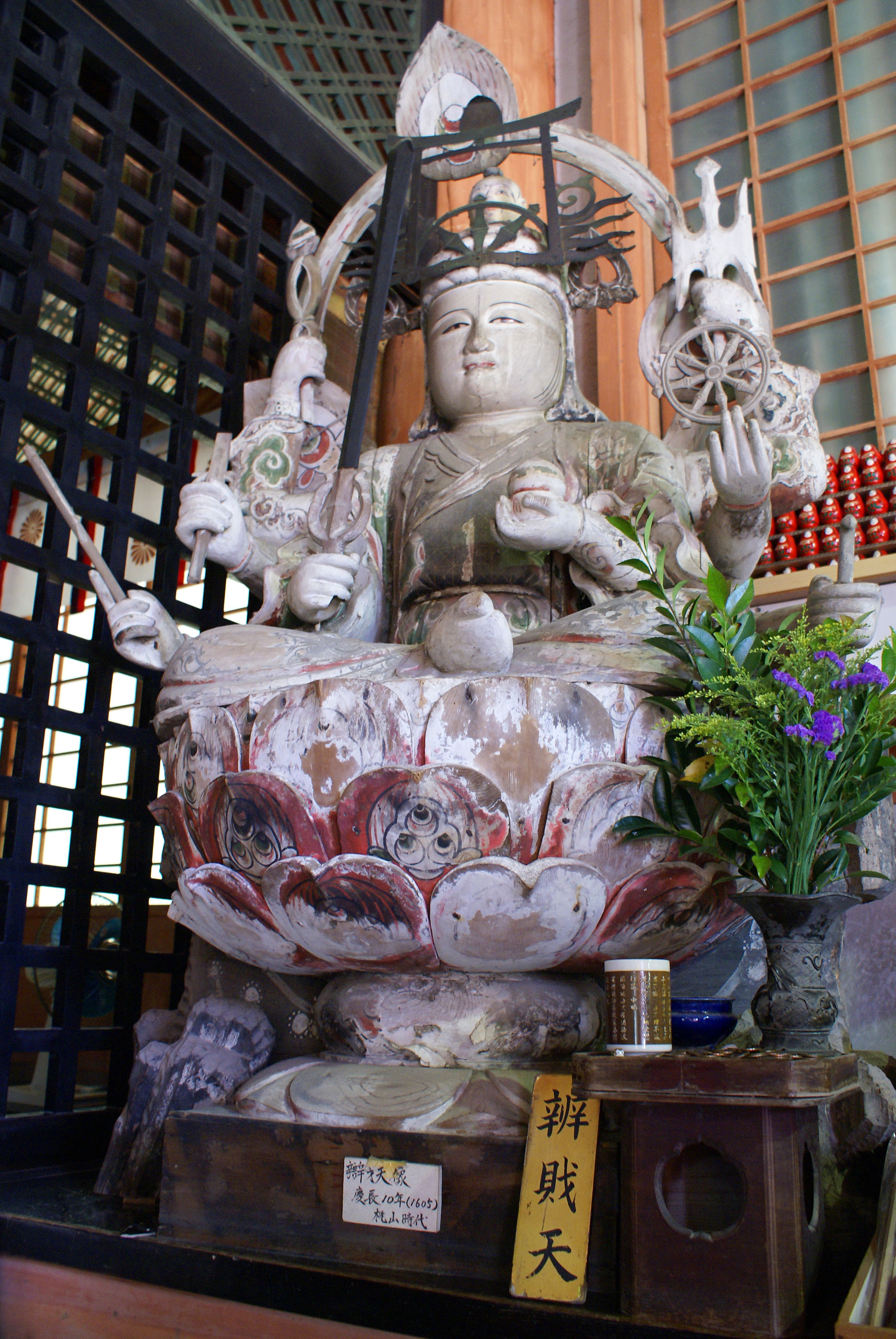
Statue de Benzaiten au Hōgon-ji.

 (septembre 2016).
Benzaiten (弁財天) est une divinité bouddhiste japonaise et hindoue (Sarasvatī) du savoir, de l'art et de la beauté, de l'éloquence, de la musique, de la littérature, des arts et des sciences, de la vertu et de la sagesse, de la prospérité et de la longévité. Elle fait partie des Sept Divinités du Bonheur. Elle est aussi considérée comme l'une des divinités guerrières les plus puissantes.

## Origines
Elle serait la synthèse de la version bouddhiste de la déesse hindoue Sarasvatī, popularisée au Japon par le Sutra de la lumière d’or le Sutra du Lotus, introduit entre le VIe et le VIIIe siècle, et d’un kami du shinto, Ugajin. Le fait que ces divinités soient toutes deux aquatiques a favorisé leur rapprochement. En tant que déesse fluviale, Sarasvati représente tout ce qui coule aisément, comme la musique, l’expression artistique et les paroles, elle est donc déesse de l’éloquence, au départ, son nom s’écrivait avec un autre caractère, ben ayant cette signification (辯財天). Son rôle dans le Sutra de la lumière d’or, censé protéger le souverain et le pays, lui a conféré au Japon les fonctions de protectrice et de dispensatrice de richesses. C’est en effet surtout comme divinité de la Bonne Fortune qu’elle y est populaire.
Selon une tradition, elle serait la sœur d’Enma ten (ou Enma O), souverain des enfers bouddhiques. Le moine Kōkei (皇慶) prétend, lui, qu’elle est la fille du roi dragon du « lac sans chaleur » (無熱池, Munetsuchi, Anavatapta en sanscrit), qui se situe au centre du monde selon la cosmologie bouddhiste. Elle est parfois appelée Benten, bien que ce nom désigne à l'origine une autre déesse d'origine hindoue, Lakshmi.
Dans le Rig-Veda, Sarasvati tue un serpent à trois têtes,  Ugajin également est liée aux serpents, c’est pourquoi la déesse est souvent représentée accompagnée d’un serpent blanc. Dans le shinto, elle a diverses formes, mais est toujours montrée jouant du biwa.

## Temples
Plusieurs temples lui sont dédiés, dont le Bentendō de Tōkyō et celui de l’île d'Enoshima dans la baie de Sagami, île dont elle serait à l'origine selon la légende du dragon d'Enoshima.
L'ancienne forteresse Benten Daiba lui était également dédiée.

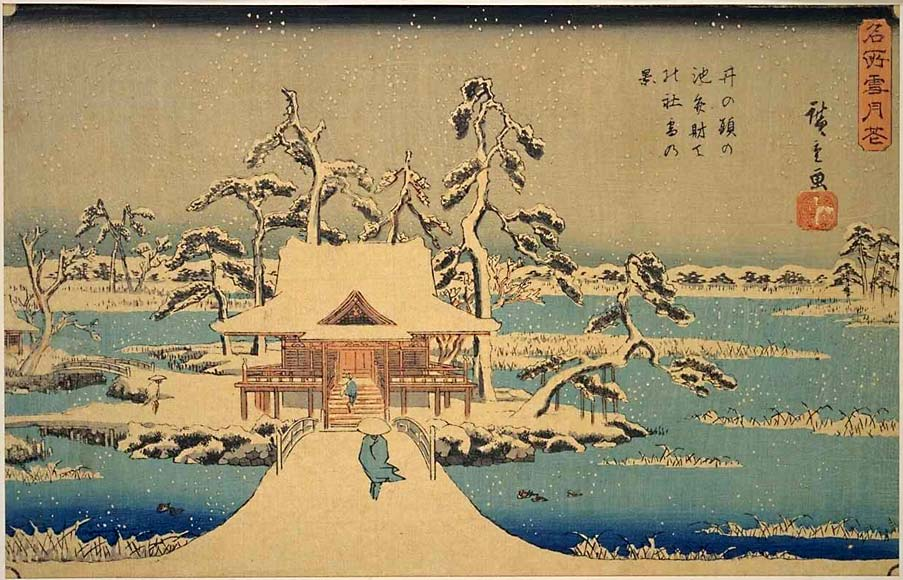
Le temple de Benzaiten d'Inokashira sous la neige, par Hiroshige Ando (Japon, période Edo).